# Funzione definita a tratti
In matematica una funzione definita a tratti (o semplicemente funzione a tratti) è una funzione definita da varie sottofunzioni, ciascuna delle quali è definita su un certo sottodominio, cioè su un sottoinsieme del dominio della funzione definita a tratti. Questi sottodomini formano una partizione del dominio della funzione definita a tratti.

## Notazione
Una funzione definita a tratti tipica è la funzione valore assoluto. La notazione standard è la seguente:
{\displaystyle |x|={\begin{cases}-x,&{\text{se }}x<0,\\x,&{\text{se }}x\geq 0.\end{cases}}}
La funzione è definita dalle sottofunzioni {\displaystyle -x} e {\displaystyle x}, valide rispettivamente negli intervalli {\displaystyle (-\infty ,0)} e {\displaystyle [0,\infty )}.

## Continuità

Una funzione a tratti composta da funzioni quadratiche diverse ai due lati del punto

Una funzione definita a tratti è continua su un dato intervallo se rispetta le seguenti condizioni:
- la funzione è definita su tutto l'intervallo;
- le sottofunzioni sono continue nei sottodomini;
- non ci sono discontinuità nella frontiera di ciascun sottodominio.

La funzione in figura, ad esempio, è continua nei sottointervalli {\displaystyle (-\infty ,x_{0})} e {\displaystyle [x_{0},+\infty )} in cui è definita a tratti, ma non è continua nell'intero dominio, dato che contiene un punto di discontinuità a salto: il punto {\displaystyle x_{0}}.

## Esempi
Le seguenti funzioni sono definite a tratti:
- funzioni a gradino, funzioni definite da sottofunzioni costanti;
  - funzione gradino di Heaviside;
  - funzione segno;
- funzioni lineari a tratti, definite da sottofunzioni lineari;
  - valore assoluto;
- funzione spline, funzione costituita da un insieme di polinomi raccordati tra loro, il cui scopo è interpolare in un intervallo un insieme di punti, in modo tale che la funzione sia continua almeno fino ad un dato ordine di derivate in ogni punto dell'intervallo.